# Števan Kühar (slovstveni folklorist)
Za druge soimenjake glej Števan Kühar.
Števan Kühar, (madžarsko Kühár István), slovenski zbiralec narodnega blaga Prekmurcev, * 29. julij 1882, Bratonci, † 24. september 1915, Bratonci.

## Življenje in delo
Njegov brat je bil politik Mihael Kühar. Rodil se je očetu Mihaelu in materi Ani (rojena Banitš). Do 17. leta se je učil za krojača. V dveh letih je končal štiri razrede meščanske šole v Lendavi. V Veliki Kaniži je končal višjo gimnazijo in maturiral. Vstopil je v sombotelsko bogoslovje. Zaradi tuberkuloze ga je zapustil in se čez dva meseca vrnil v Bratonce.
Zbiral je ljudske pesmi, ki so mu jih peli fantje in dekleta. Skupaj s pripovedkami jih je objavljal v Kalendarju Srca Jezušovega, v Novinah in v Časopisu za zgodovino in narodopisje. V tem časopisu je objavljal v letih 1910, 1911, 1913 in 1914, ko je objavil Národno blágo vogrskij Sloväncof. Anonimno je leta 1913 izdal 1. zvezek Narodnih pesmi. Za Marijin list je leta 1913 napisal članek »Sv. Ciril i Metod« po knigici, štero je ob 1025. letnici Metodove smrti na svetlo dalo Apostolstvo C. M. Pri vseh omenjenih časopisih je sodeloval anonimno ali s šiframi Š. K., P. ali pa z vzdevkoma Dolenski Marko in Dolinec.
Poleg Ivanocija in Klekla je bil najuspešnejši narodni buditelj ogrskih Slovencev. Zbiral je mlade, jim delil slovenske knjige, časnike in molitvenike. Mlade je pošiljal med katoliške in luteranske Slovence na Ogrskem, da so pridobivali naročnike slovenskih časopisov, ki so izhajali v avstrijskem delu monarhije. S tem je spodbudil zanimanje ogrskih Slovencev za dogajanje v avstrijskem delu. Mladi so spodbujali včlanjevanje v Mohorjevo družbo. Navduševal jih je za društveno in družabno življenje, za pametno gospodarjenje in abstinenco. Zelo zaslužen je bil za začetek izdajanja Novin v slovenskem črkopisu (prej so izhajale z madžarskim črkopisom). Bil je najboljši poznavalec narodovega jezika.
Zaradi bolezni je zelo težko delal. Umrl je v Bratoncih, kjer je tudi pokopan.